# Роуминг
Ро́уминг (англ. roaming от англ. roam — бродить, странствовать) — процедура предоставления услуг (сотовой связи, Wi-Fi) абоненту вне зоны обслуживания «домашней» сети абонента с использованием ресурсов другой (гостевой) сети. При этом абоненту не требуется заключать договор с непринимающим оператором, а плата за услуги списывается с его счёта. При телефонном роуминге у абонента сохраняется его телефонный номер.
С технической точки зрения, обслуживание абонента сотовой сети базовой станцией, приписанной к другому коммутатору, уже является роумингом. Но чаще всего под роумингом подразумевают обслуживание в сети другого оператора. Такая услуга требует предварительной взаимной договорённости между операторами.

## Виды роуминга

### «Ручной» роуминг
В сетях сотовой связи ранних поколений, а также в пейджинговых сетях для временного обслуживания в чужой сети от абонента требовалась предварительная заявка на роуминг. В этом случае абонента «вручную» регистрировали в гостевой сети на нужный срок.

### Автоматический роуминг
При автоматическом роуминге абоненту не требуется заявки на предоставление обслуживания в чужой сети. После того, как аппарат абонента регистрируется в чужой сети, все необходимые процедуры выполняются автоматически и незаметны для абонента. Такой вид роуминга в наши дни является основным.

## Типы роуминга

### Внутрисетевой (региональный) роуминг
Возможность перемещаться из одного региона в другой внутри покрытия одного оператора (когда операторы предлагают тарифы для определённого региона). В связи с развитием мобильных технологий и падением цен внутрисетевой роуминг редко предлагается клиентам, за исключением стран с большой территорией (США, Россия, Индия, Бразилия и др.).
30 марта 2017 года после многих лет дискуссий Федеральная антимонопольная служба приняла решение об отмене национального и внутрисетевого роуминга в России. И тот, и другой вид роуминга полностью исчезли в августе-сентябре 2018. Отмена внутрисетевого (регионального) роуминга позволит абонентам беспрепятственно использовать услуги связи, находясь не в домашнем регионе, по тем же тарифам, что и в домашнем. Отмена национального (межсетевого) роуминга исключит аналогичные проблемы и завышения тарифов для абонентов тех операторов, которые не имеют представительства в каких-либо регионах, куда абонент с сим-картой может поехать. В то же время данное решение не отменяет повышенной стоимости междугородних звонков, а также не исключают возможность ограничения использования тех или иных тарифных опций в недомашнем регионе или в каких-то отдельно взятых регионах (Крым, Севастополь, Чукотский АО, Ненецкий АО и другие).

### Национальный (межсетевой) роуминг
Возможность использовать сеть другого мобильного оператора внутри той же страны. По коммерческим причинам, этот тип роуминга разрешён только в определённых условиях. Обычно это происходит тогда, когда новая компания получает лицензию на оказание услуг мобильной связи и пытается выйти на рынок, заключая с другими операторами соглашение о роуминге в их сетях, пока не будет построена собственная сеть. В таких странах, как Индия, США, где количество региональных операторов велико и страна разделена на районы, этот тип роуминга встречается достаточно часто. Такой вид роуминга чаще всего оплачивается клиентами, как если бы они обслуживались своей сетью.
В 2019 году был принят закон № 527-ФЗ «О внесении изменений в статьи 46 и 54 Федерального закона „О связи“». Согласно этому документу, с 1 июня 2019 года оператор подвижной радиотелефонной связи не взимает плату за входящие звонки и SMS при регистрации в сети стороннего оператора (роуминг-партнера), независимо от того, в каком регионе России находится абонент. Таким образом, плата за входящие звонки и SMS в национальном роуминге отменена.

### Международный роуминг
Возможность пользоваться услугами мобильной сети зарубежного провайдера.
Международный роуминг легче всего работает в стандарте GSM, и используется более чем 80 % международных мобильных операторов. Однако даже в этом случае могут быть проблемы, так как в разных странах выделены разные частоты под GSM-связь (есть 2 группы стран: большинство использует 900/1800 МГц, но США и некоторые другие страны в Америке используют 850/1900 МГц). Чтобы телефон работал в стране с другими частотами, он должен поддерживать одну или обе частоты, установленные в этой стране, и таким образом быть трех- или четырёхполосным. Средства по международному роумингу списываются не моментально, возможна задержка до 1 месяца.

### Межстандартный роуминг
Возможность прозрачно перемещаться между сетями различных стандартов.
Поскольку технологии мобильной связи развивались независимо на разных континентах, существуют значительные трудности в достижении такого роуминга. Большое количество стандартов заставило крупнейших производителей начать совместную работу по достижению взаимодействия между технологиями с целью налаживания межстандартного роуминга. Сейчас эти работы ещё ведутся.
Даже если абонент находится на территории, где нет сотовых сетей того же стандарта, что и у него, он может воспользоваться роумингом в сетях другого стандарта. Например, абонент GSM может пользоваться сетью CDMA или спутниковой (например, Thuraya). Для этого ему требуется телефон, работающий в разных стандартах. Либо он может использовать телефон местного стандарта со своей SIM-картой.
Сотовая сеть Skylink для роуминга в сетях GSM использовала одну из разновидностей межстандартного роуминга, называемую пластиковый роуминг.

## Data-роуминг
Большинство сотовых операторов предоставляет услугу data-роуминга, позволяющую абоненту пользоваться услугами на базе различных технологий передачи данных за пределами домашней сети.

## Принцип действия роуминга в сети GSM
Подробности процесса роуминга различаются в зависимости от типа сетей сотовой связи, но в общем случае процесс протекает следующим образом:
- сначала производятся попытки обнаружить домашнюю сеть, затем, в случае неудачи, ищутся сети из списка, хранящегося на SIM-карте, далее перебираются все остальные сети по мере убывания уровня сигнала. Если между сетями не запрещён роуминг, то устройство пытается зарегистрироваться в сети. Если гостевая сеть находится в той же стране, что и домашняя, то телефон будет временами проверять, не появилась ли домашняя. В ручном режиме на дисплей выводятся все обнаруженные сети, в том числе и запрещённые;
- гостевая сеть соединяется с домашней и запрашивает служебную информацию об устройстве по номеру IMSI. В первую очередь выясняется, разрешена ли услуга;
- в случае успеха гостевая сеть начинает обслуживать временную учётную запись пользователя для устройства, а домашняя настраивает перенаправление на неё.

Если был сделан звонок на телефон, находящийся в режиме роуминга, телефонная сеть направляет звонок провайдеру услуг, у которого первоначально зарегистрирован номер, который затем должен направить его в гостевую сеть. Эта сеть должна предоставить внутренний временный телефонный номер для данного мобильного телефона. Как только временный номер предоставлен, домашняя сеть направляет входящий звонок на временный телефонный номер.
Для того, чтобы пользователь мог «войти» в гостевую сеть, должно наличествовать соглашение о роуминге между гостевой и домашней сетями. Это соглашение устанавливается после серий процессов тестирования, называемых IREG и TADIG. IREG-тестирование проверяет функционирование установленной связи, в то время как TADIG предназначено для тестирования биллинга по звонкам.
Операции, произведённые пользователем в гостевой сети, записываются в файл под названием TAP (Transferred Account Procedure) для GSM / CIBER (Cellular Intercarrier Billing Exchange Roamer) и передаются в домашнюю сеть. Файл TAP/CIBER содержит данные по всем звонкам, сделанным пользователем. По этим файлам рассчитываются суммы платежей, которые пользователи должны оплатить домашнему оператору. Срок выставления счета абоненту за услуги, оказанные в роуминге, может достигать 36 дней с момента оказания услуг. Данный срок регламентирован Международной GSM-ассоциацией.

### Сигнализация во время звонка
Процесс сигнализации рассматривается на примере вызова абонента, находящегося в роуминге в гостевой сети.
- Вызывающий абонент набирает мобильный номер MSISDN вызываемого абонента, который находится в роуминге.
- Основываясь на информации, которая содержится в MSISDN (национальный код направления и код страны), звонок маршрутизируется в шлюз центра коммутации GMSC. Это реализуется с помощью IAM (Initail Address Message) ISUP-подсистемы.
- Чтобы определить местонахождение вызываемого абонента, GMSC посылает HLRу SRI (Send Routing Information) подсистемы MAP (Mobile Application Part). SRI-сообщение подсистемы MAP содержит MSISDN-номер, который HLR дополнит идентификатором IMSI вызываемого абонента.
- Так как вызываемый абонент уже зарегистрировался в гостевой сети, домашний HLR уже знает, какой именно VLR обслуживает абонента. HLR посылает VLR гостевой сети сообщение MAP PRN (Provide Roaming Number), чтобы узнать роуминговый номер абонента MSRN. После этого домашний HLR будет способен маршрутизировать вызов на корректный адрес MSC.
- Вместе с IMSI, содержащимся в сообщении MAP PRN, VLR назначает абоненту в гостевой сети временный номер, известный как роуминговый номер абонента MSRN. Этот номер MSRN отправляется обратно домашний MSC с помощью RIA (Routing Information Acknowledgement).
- Теперь, вместе с номером MSRN, GMSC знает, куда именно маршрутизировать звонок. Производится вызов с помощью ISUP- (или TUP-) сигнализации между домашним GMSC и гостевым MSC. ISUP генерирует IAM-сообщение, содержащее MSISDN и IMSI вызываемого абонента.
- Получив IAM-сообщение, MSC гостевой сети распознаёт MSRN и IMSI, для которого был выделен данный MSRN. После этого MSC шлёт сообщение MAP SI (Send Information) для запроса информации об абоненте (доступные сервисы и т. д.). Если вызываемый абонент успешно авторизован и готов принимать звонок, VLR посылает сообщение CC (Complete Call) подсистемы MAP для MSC.